# Копаєв Олег Павлович
Олег Павлович Копаєв (рос. Олег Павлович Копаев, нар. 28 листопада 1937, Єлець — пом. 3 квітня 2010, Москва) — радянський футболіст, що грав на позиції нападника. По завершенні ігрової кар'єри — футбольний тренер. Майстер спорту СРСР (1960).
Виступав, зокрема, за клуб СКА (Ростов-на-Дону), а також національну збірну СРСР. У чемпіонатах СРСР провів 259 матчів, забив 119 голів. Віце-чемпіон чемпіонату СРСР з футболу 1966. Один з найрезультативніших форвардів радянського футболу.

## Клубна кар'єра
Народився в місті Єлець. З дитинства займався спортом (ковзани, хокей, легка атлетика), в 18 років став чемпіоном Липецької області з метання списа та ковзанярського багатоборства.
У футбол почав грати в єлецькому «Спартаку», після чого за призовом потрапив в воронезький ОДО. З Воронежа перейшов в столичний клуб ЦСК МО, де тренувався з дублем у Григорія Федотова.
В основному складі ЦСКА закріпитися не зумів і був переведений в СКВО (Львів), де тренувався під керівництвом Володимира Никанорова. Зі Львова був направлений в Ростов-на-Дону, де і грав до кінця кар'єри футболіста у місцевому СКА. За ростовський клуб провів у чемпіонатах СРСР 257 ігор, забив 119 м'ячів. Більшість часу, проведеного у складі ростовців, був основним гравцем атакувальної ланки команди і одним з головних бомбардирів команди, маючи середню результативність на рівні 0,46 голу за гру першості, а також двічі ставав Найкращим бомбардиром чемпіонату СРСР (у 1963 та 1965 роках). Завершив професійну кар'єру футболіста виступами за команду СКА у 1968 році.

## Виступи за збірну
Дебютував у 26 років за олімпійську збірну СРСР у товариському матчі проти збірної НДР 7 червня 1964 року, в якому забив гол (1:1). Це був єдиний матч Копаєва за олімпійську збірну. Того ж року у складі національної збірної був учасником чемпіонату Європи 1964 року в Іспанії, де разом з командою здобув «срібло», але на поле так і не вийшов.
За головну збірну СРСР вперше зіграв 21 листопада 1965 року в Ріо-де-Жанейро у товариському матчі зі збірною Бразилії з Пеле (2:2). Дебютант провів на полі всі 90 хвилин. Всього за збірну СРСР провів 6 матчів у 1965–1966 роках і не забив жодного м'яча. У 6 матчах за участю Копаєва збірна СРСР здобула 3 перемоги (над Уругваєм, Австрією та Чехословаччиною) і 3 рази зіграла внічию (з Бразилією, Аргентиною та Швейцарією). Всі 6 матчів були зіграні в гостях.

## Кар'єра після футболу
Після закінчення кар'єри футболіста трохи пропрацював тренером дубля СКА (Ростов-на-Дону). Потім перейшов на військову роботу та протягом п'яти років служив в Групі радянських військ в НДР в місті Ельсталь (колишній Олімпішесдорф), де тренував команду Групи радянських військ в Німеччині.
Після повернення в СРСР закінчив академію цивільної оборони. Був начальником штабу цивільної оборони Дзержинського району Москви. 1989 року демобілізувався, полковник запасу. Працював у друга в Москві в магазині «Океан», потім у Департаменті охорони здоров'я Москви по лінії цивільної оборони.
Помер 3 квітня 2010 року на 73-му році життя у місті Москва.

## Сім'я
Дружина — Тамара Кузьмівна, з якою познайомилися в Ростові та одружився 1960 року. Дочка — Наталя (н. 1966 року), закінчила Строгановське училище. Працює в реставраційних майстернях Історичного музею.

## Досягнення
- Срібний призер чемпіонату СРСР: 1966.
- Віце-чемпіон Європи: 1964
- Член клубу Григорія Федотова: 123 голи
- Найкращий бомбардир чемпіонату СРСР: 1963 (27 голів, третя в радянській футбольній історії результативність за сезон), 1965 (18 м'ячів)
- В списках 33 найкращих футболістів сезону в СРСР: № 1 — 1965; № 2 — 1963; № 3 — 1966